# Qrosの女
『Qrosの女』（キュロスのおんな）は、誉田哲也による小説。『小説現代』（講談社）2013年2月号から同年9月号まで連載され、同年12月に単行本が同社より、2016年9月に講談社文庫、2022年7月に光文社文庫から文庫本が刊行された。
2024年10月からテレビ東京系にてテレビドラマが放送された。

## 書誌情報
- 誉田哲也『Qrosの女』
  - 単行本：2013年12月13日発売、講談社、ISBN 978-4-06-218721-3
  - 文庫本：2016年09月15日発売、講談社文庫、ISBN 978-4-06-293465-7
  - 文庫本：2022年07月13日発売、光文社文庫、ISBN 978-4-334-79381-4

## テレビドラマ
2024年10月7日から12月9日までテレビ東京系「ドラマプレミア23」枠で放送された。主演は桐谷健太。

### キャスト

#### 主要人物
栗山孝治〈38〉
演 - 桐谷健太
「週刊キンダイ」の敏腕記者。

#### 週刊キンダイ
出版社「陽明社」の週刊誌編集部。
矢口慶太〈29〉
演 - 影山拓也（IMP.）
栗山の後輩で、政治班から芸能班へ異動してきた若手記者。
林田彰吾〈50〉
演 - 岡部たかし
編集長。栗⼭の過去を知っている同僚。
小島大喜、和久井了、日尾さとし、浦尾咲希
演 - えなりかずき、西村元貴、内藤秀一郎、秋宮はるか
記者および内勤社員。

#### 「Qros」CM
アパレルブランド「Qros」のCM出演者。
Qrosの女
演 - 黎架（Reika）
「Qros」のCMに出演する正体不明の謎の女。正体は「スマッシング・カンパニー」社員で福永瑛莉のマネージャー補佐の市瀬真澄。
藤井涼介〈30〉
演 - 増子敦貴（GENIC）
人気俳優。謎の美女「Qrosの女」とCMで共演している。
福永瑛莉〈20〉
演 - なえなの
芸能事務所「スマッシング・カンパニー」所属の人気俳優。
近藤サトル〈22〉
演 - 三浦孝太
格闘家。
島崎ルイ〈23〉
演 - 森山未唯
シンガー。

#### その他
園田芳美〈47〉
演 - 哀川翔
ブラックジャーナリスト。栗⼭の因縁の相⼿。
栗山志穂〈23〉
演 - 田村保乃（櫻坂46）
栗山の妹。
店主
演 - 金山一彦
園田たちが通う大衆酒場の店主。
岩崎智弘〈35〉
演 - 前野朋哉（第1話・第5話 - 第9話）
芸能事務所「スマッシング・カンパニー」社員。福永瑛莉のマネージャー。
遠藤千春
演 - 片山萌美（第2話・第6話）
東京クリーニングの店主女性。遠藤亜矢を店の二階に匿っている。
遠藤亜矢 / 久岡リナ〈24〉
演 - 川島海荷（第2話・第6話 - 最終話）
元俳優。芸能界を引退後、消息不明になっている。

#### ゲスト

##### 第1話
石上翼〈67〉
演 - 小野武彦（第5話 - 最終話）
藤井涼介が所属している芸能プロダクション「Wing」の社長。暴力団・辻倉組と繋がりがある。
モナ〈18〉
演 - 寺本莉緒（最終話）
アイドルグループ「モンアイ」のメンバー。日比野純也との不倫スクープを影山に狙われている。
三田蓮司〈45〉
演 - 本宮泰風
モンアイのマネージャー。
日比野純也
演 - 渡辺光
カリスマ塾講師。モナと不倫している。
カナ〈18〉
演 - ナオ・オブ・ナオ
モンアイのリーダー。不動のセンターで絶対的エース。
モンアイ
演 - 豆柴の大群都内某所 a.k.a. MONSTERIDOL
人気アイドルグループ。
MC
演 - 蒲生純一（第2話・第3話・第6話・第7話・第9話・最終話）
ワイドショーの司会者。
タクシー運転手
演 - 赤石晋一郎
栗山の情報屋。
男の子
演 - 長瀬光河
園田に風船を取ってもらう少年。
記者
演 - 野上幸造
カナにモナの不倫報道のコメントを求める。

##### 第2話
唯花〈23〉
演 - 小西桜子（第6話・最終話、子役時代：青木えみ）
突然、事務所「チャンスエンターテインメント」をやめた俳優。元天才子役。
宇野美和〈46〉
演 - 遊井亮子（第6話）
スピリチュアルカウンセラー兼唯花の現マネージャー。
本条茜〈45〉
演 - 小林きな子
「チャンスエンターテインメント」での唯花の元マネージャー。
ヘアメイク
演 - 大村朋宏（トータルテンボス）
テレビ局のヘアメイク。
飯塚まさき〈45〉
演 - 諌山幸治（第8話・第9話）
「週刊キンダイ」のライバル誌「週刊ファインダーズ」記者。
店主
演 - 柴田常吉（第4話 - 第6話・第9話）
鬼殺しリーゼントが看板メニューの床屋店主。
スタッフ
演 - 山口森広、山内優花
宇野美和が主導する唯花主演の新ドラマのスタッフ。
老婆
演 - 小田原さち
落としたリンゴを園田芳美に拾われる。
ロケバス運転手
演 - 小手山雅
栗山の情報屋。

##### 第3話
神谷亭松五郎〈45〉
演 - 片桐仁
人気落語家。祖父は人間国宝、父・大松も名人と言われた名門落語一家の出。
大橋百合子〈54〉
演 - 濱田マリ
末松の母。末松を心配して上京する。
神谷亭末松〈24〉
演 - 若林時英（最終話）
松五郎の弟子。本名は茂人。父が大松の熱心なファンだったことから、神谷亭に弟子入りする。実は松五郎からパワハラを受けている。
マネージャー
演 - 谷口翔太
松五郎のマネージャー。
和菓子屋店主
演 - ひょうろく
台東区の和菓子屋「福徳焼本舗」店主。栗山孝治の情報屋。
女性
演 - 小柳友貴美
落とした指輪を園田に拾ってもらう女性。
神谷亭遊菊
演 - 笑福亭希光
神谷亭一門の噺家。
メイド
演 - 原田珠々華
園田にQrosの女のことを訊かれるメイドバーのスタッフ。
椿遥
演 - ほりゆり
松五郎の妻。
アイナ
演 - 御寺ゆき
銀座の高級ラウンジのホステス。松五郎からハラスメントを受けている。
出待ちファン
演 - 長谷川千尋、堀本雪詠
栃木から松五郎を観にきて出待ちしているファン。
黒服
演 - 倉元奎哉
松五郎が通っている高級ラウンジのスタッフ。
ラウンジ客
演 - 藤原シンユウ
ラウンジの客。2階席から撮影していた矢口に因縁を付ける。
寄席客
演 - 大津慎伍
寄席で失態を晒す末松を野次るオヤジ客。
CM制作スタッフ
演 - 片桐伸直
パチンコの借金の穴埋めに制作費を使い込んでいることをネタに園田から脅され、Qrosの女の情報を聞き出される制作スタッフ。
松五郎の弟子
演 - 藤嶋遼太、伊藤亜斗武

##### 第4話
梶尾
演 - 林家三平
島崎ルイのマネージャー。
桑嶋隆平〈38〉
演 - 波岡一喜（第5話・第7話・第8話・最終話）
アパレルブランド「Qros」デザイナー。
雨宮一葉〈26〉
演 - 中井千聖（最終話）
清掃サービス「おそうじ君」スタッフ。マーヤが利用している音楽スタジオ「AVACO」の清掃を担当している。
マーヤ〈24〉
演 - 尾碕真花（最終話）
突然活動を休止した人気歌手。
スタッフ
演 - しゅはまはるみ
マーヤの事務所のスタッフ。マーヤの境遇に同情してゴースト情報をリークする。
スタッフ
演 - 中村無何有
マーヤの事務所のスタッフ。
沢田
演 - 村松利史
音楽スタジオ「AVACO」の警備員。
スタジオ利用者
演 - 長谷川プリティ敬祐（go!go!vanillas）、ジェットセイヤ（go!go!vanillas）
音楽スタジオ「AVACO」を利用しているミュージシャン。本人役での出演。
河野
演 - 大島蓉子
河野たばこ店店主。栗山の情報屋。
坂本
演 - TAIGA
マーヤのレコーディングディレクター。
CM監督
演 - 松本実（第5話・第7話）

リン
演 - 杉本凛（第5話）
中野のニューハーフキャバクラのキャバ嬢。
加奈
演 - 野口かおる（第5話・第7話）
「Qros」CMのヘアメイク。
スタッフ
演 - 住吉晃典（第5話・第7話・第8話）
「Qros」CM制作スタッフ。
佐伯
演 - 加瀬信行（第5話・第7話）
藤井涼介のマネージャー。
マネージャー
演 - 菊地優志（ワンワンニャンニャン）
栗山がインタビューで不倫の話を尋ねて怒らせたジョージのマネージャー。
黒服
演 - 飯田倫太郎（第5話）
ニューハーフキャバクラの店員。
受付
演 - 玉井らん
雨宮一葉が通院する「古泉こころクリニック」の受付。
カップル
演 - 豊森ちはや、小松健太
ストリートライブをするマーヤを観て、「おまえの方が上手いんじゃね？」などと話す通りすがりのカップル。
清掃員
演 - 池田たかひろ
「AVACO」スタジオに出入りする時いつも入館証を忘れる。
ミク / 佐々木りん
演 - 黎架（2役、第5話・最終話）
Qrosの女に激似のニューハーフキャバクラで働く女性。
- 野村たかし[60]（第5話）、比留川マイ

##### 第5話
レイナ〈27〉
演 - 中田陽菜子（第6話・第7話）
薬物疑惑や半グレと交際の噂がある人気モデル。プロダクション「Wing」系列の事務所所属。
半グレ
演 - 久保龍一（第7話）、永沼伊久也、木田佳介
神主からの「人気モデルレイナ 半グレと極秘密会 今夜カラオケバー　ナイムズ」との情報を元に潜入した矢口が秘かに撮影していることに気付きボコボコにする。
司会
演 - 斉藤ひかり
福永瑛莉主演の映画『罪の形』記者会見の司会。
女子高生
演 - 船井美玖、山本藍
「キュロスの女って台湾人らしいよ」と道端で話している。
神主
演 - 田村智浩
矢口慶太が神頼みに行く神社の神主。実は栗山の情報屋。
警察官
演 - 小島久人（第7話）
市瀬真澄を尾行する園田に職質をかける警察官。
記者
演 - 朝妻徹
『罪の形』の記者会見で福永瑛莉に質問する記者。

##### 第6話
菅野洋二〈55〉
演 - 村田雄浩
「週刊キンダイ」元編集長。
斉木昭三〈58〉
演 - 冨家ノリマサ（第7話 - 最終話）
芸能事務所「スマッシング・カンパニー」社長。
小久保舞子〈48〉
演 - 櫻井淳子（第8話）
林田彰吾との不倫疑惑を「サラスチャンネル」で報道された実力派女優。
コメンテーター
演 - 伊藤修子（第7話・第9話・最終話）
テレビ番組のコメンテーター。
記者
演 - 田中貴裕（第8話 - 最終話）、高田健一（第8話 - 最終話）
「週刊キンダイ」に報じられた疑惑について久岡リナを問い質す。
松原くらら
演 - 大森舞美
小島が「週刊キンダイ」のグラビアページに起用したグラビアアイドル。
男性
演 - 篠原雅史、中山慎悟
「Qrosの女の家ってこの近くにあるらしいよ」と豊洲の街中で噂話をしている。
モデル
演 - 椎名あき
『週刊ファインダーズ』の表紙グラビアモデル。

##### 第7話
中瀬龍〈38〉
演 - 二ノ宮隆太郎（第8話）
辻倉組若頭。「Wing」の石上翼と関係がある。
西崎秀矢〈30〉、男
演 - 関本柊（第9話・最終話）、横山慶次郎（第9話・最終話）
園田宅を襲撃する男たち。西崎は新東京連合OBで藤井涼介の中学の同級生。
通行人
演 - 室井響、山中友太
「Qrosの女、売りやってるらしいよ」「一晩30万だって」などと噂する通行人。
サラリーマン、OL
演 - 吉木遼、飯山さな
栗山の過去を晒すネットニュースを見ている男女。
コメンテーター
演 - 東憲一郎（最終話）
そろそろQrosの女の正体が知りたいと話すテレビ番組のコメンテーター。

##### 第8話
路上詩人
演 - 栗原類
路上で客に合った言葉を紙に書いて500円で売っているヒッピー風の男性。栗山の情報屋。
五十嵐勝〈29〉
演 - 堀野内智
バスケットボール日本代表選手。イケメンで若い女性に人気。矢口と中学・高校の同級生で同じバスケ部部員だった。一般人から「ギャンブル依存症だ」とのタレコミが週刊キンダイに寄せられる。
配信者
演 - 鈴木敦也
栗山に突撃取材する「ゲスゲスTV」の配信者。
五十嵐、五十嵐せな〈7〉
演 - 大石奈央、湯本晴
勝の妻子。
男性
演 - 津阪雄一、黒澤風太
居酒屋「すみれ」の客。QrosCMの制作スタッフ。訪れた週刊キンダイのチームに狼藉をはたらく。
通行人
演 - 上原拓朗、柊木千愛
見かけた栗山を「サラスチャンネル」で報じられた人だと気づく。

##### 第9話
記者
演 - 藤城七瀬、滝本圭
藤井涼介の自宅マンション前で彼に取材する記者たち。

##### 最終話
カップル
演 - 塚尾玲海（第9話）、佐藤元揮（第9話）
ネットカフェで眠る市瀬真澄の夢の中で「Qrosの女みーつけた」と騒ぐカップル。
カップル
演 - 矢崎希菜、清水巧陽
橘まりなとIT社長の不倫のネット記事を見ているカップル。
橘まりな
演 - 本人
栗山たちがスキャンダルを追う人気アイドル。

### スタッフ
- 原作 - 誉田哲也『Qrosの女』（光文社文庫）[1]
- 脚本 - 服部隆[1]
- 監督 - 守屋健太郎、上田迅、頃安祐良[1]
- 音楽 - 遠藤浩二[1]
- オープニングテーマ - go!go!vanillas「Persona」（IRORI Records / PONY CANYON）[90]
- エンディングテーマ - IMP.「ミチシルベ」（TOBE MUSIC）[90]
- 取材協力 - 赤石晋一郎
- チーフプロデューサー - 森田昇（テレビ東京）[1]
- プロデューサー - 本間かなみ（テレビ東京）、渡邊竜（松竹）、松田裕佑（松竹）[1]
- 制作協力 - 松竹撮影所
- 制作 - テレビ東京、松竹[1]
- 製作著作 - 「Qrosの女」製作委員会[1]

### 放送日程
| 話数   | 放送日   | ラテ欄           | ラテ欄                                 | 監督       |
| ------ | -------- | ---------------- | -------------------------------------- | ---------- |
| 第1話  | 10月07日 | アイドル泥沼不倫 | 週刊誌記者が暴く! アイドルが泥沼不倫   | 守屋健太郎 |
| 第2話  | 10月14日 | 天才子役洗脳生活 | （夕刊休刊日）                         | 守屋健太郎 |
| 第3話  | 10月21日 | 卑劣落語プリンス | 卑劣な落語プリンス マスコミ潰す圧力!?  | 頃安祐良   |
| 第4話  | 10月28日 | ゴーストシンガー | 人気歌姫の黒い噂! ゴーストシンガー!?   | 上田迅     |
| 第5話  | 11月04日 | VS.ブラック記者  | （夕刊休刊日）                         | 上田迅     |
| 第6話  | 11月11日 | 敏腕記者の過ち   | 人気女優の引退と死 敏腕記者の過ちと罪  | 守屋健太郎 |
| 第7話  | 11月18日 | 謎の女の正体判明 | 謎の女の正体判明! 女優の悪意とヤクザ   | 頃安祐良   |
| 第8話  | 11月25日 | アスリートが賭博 | アスリート賭博疑惑 親友売って記事書け  | 上田迅     |
| 第9話  | 12月02日 | 人気俳優の裏の顔 | 好青年俳優の裏の顔 民衆欺き黒幕暴け!   | 上田迅     |
| 最終話 | 12月09日 | 嘘が真実を超える | 嘘が真実を超える! 裏切り者と最強タッグ | 守屋健太郎 |

### 放送局
| 放送期間                | 放送時間           | 放送局         | 対象地域       | 備考     |
| ----------------------- | ------------------ | -------------- | -------------- | -------- |
| 2024年10月7日 - 12月9日 | 月曜 23:06 - 23:55 | テレビ東京     | 関東広域圏     | 製作局   |
|                         |                    | テレビ大阪     | 大阪府         |          |
|                         |                    | テレビ愛知     | 愛知県         |          |
|                         |                    | テレビせとうち | 岡山県・香川県 |          |
|                         |                    | テレビ北海道   | 北海道         |          |
|                         |                    | TVQ九州放送    | 福岡県         | [ 1 ]    |
|                         |                    | びわ湖放送     | 滋賀県         | [ 注 4 ] |

### ネット配信
| 配信開始月 | 配信サイト     | 配信料金     | 備考       |
| ---------- | -------------- | ------------ | ---------- |
| 2024年10月 | ネットもテレ東 | 広告付き無料 | 見逃し配信 |
| 2024年10月 | TVer           | 広告付き無料 | 見逃し配信 |
| 2024年10月 | U-NEXT         | 定額制有料   | 見放題配信 |
| 2024年10月 | Lemino         | 定額制有料   | 見放題配信 |

| テレビ東京系 ドラマプレミア23                 | テレビ東京系 ドラマプレミア23        | テレビ東京系 ドラマプレミア23                              |
| 前番組                                        | 番組名                               | 次番組                                                     |
| --------------------------------------------- | ------------------------------------ | ---------------------------------------------------------- |
| 夫の家庭を壊すまで （2024年7月8日 - 9月30日） | Qrosの女 （2024年10月7日 - 12月9日） | 財閥復讐 〜兄嫁になった元嫁へ〜 （2025年1月6日 - 3月10日） |